# Jacob Heise

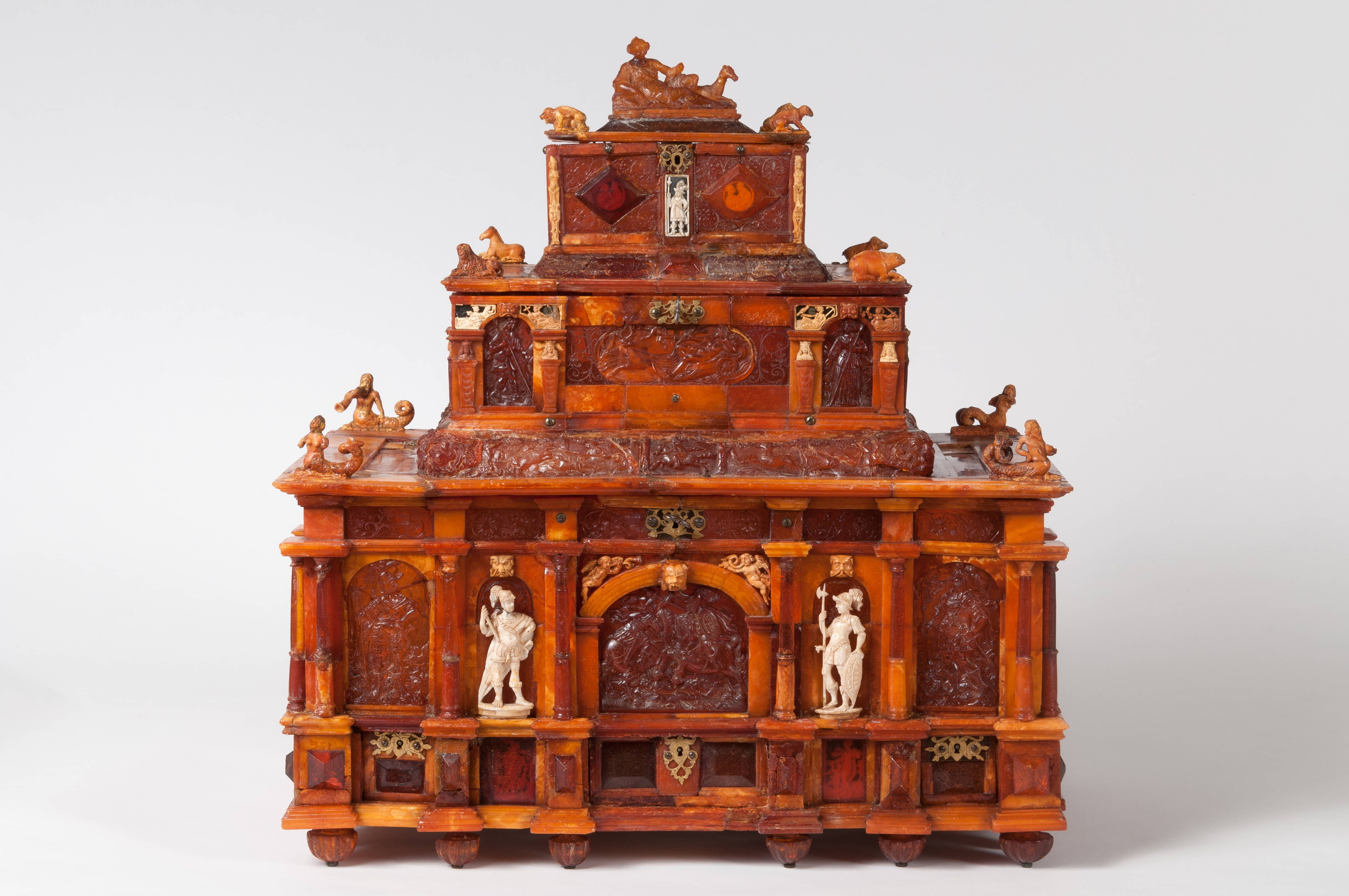
Szkatułka z bursztynu i kości słoniowej wykonana ok. 1660 r. w kręgu Heisego i Schreibera.

Jacob Heise (zm. 1667) – niemiecki rzeźbiarz, bursztynnik, mistrz cechu w Królewcu, aktywny w trzeciej ćwierci XVII w.
Sygnowany jego nazwiskiem jest wykonany w 1659 r. puchar w kształcie muszli łodzika z bursztynu z rytymi scenami morskimi, powstały jako dar elektora brandenburskiego Fryderyka Wilhelma wręczony elektorowi saskiemu Janowi Jerzemu II Wettynowi. Obecnie dzieło to jest eksponatem kolekcji skarbca królewskiego w Dreźnie – Grünes Gewölbe.
Ponadto sygnaturę Heisego nosiły jeszcze dwa dzieła: bursztynowy puchar z 1654 r. znajdujący się w 1937 r. w kolekcji w Królewcu oraz bursztynowa czara z 1663 r. przechowywana w Budapeszcie.
Do wyrobów bursztynowych niesygnowanych, ale przypisywanych Heisemu należy szkatuła zdobiona figurami przedstawiającymi elektora Fryderyka Wilhelma I i jego małżonkę Luizę Henriettę, znajdująca się w zbiorach Museumslandschaft Hessen Kassel, a także misa ze zbiorów Museo degli Argenti w Palazzo Pitti we Florencji i misa z kolekcji Muzeum Historii Sztuki w Wiedniu oraz figurka św. Jodoka z Prussia-Museum w Królewcu, zaginiona w czasie II wojny światowej. Z J. Heisem wiązany jest też kufel bursztynowy ze zbiorów British Museum.